# Stade El Trébol
Le stade El Trébol, également connu sous le nom de stade Manuel Felipe Carrera, est un stade de football de la ville de Guatemala, au Guatemala.
Il sert de terrain d'entraînement au CSD Municipal (Los Rojos), un des clubs les plus populaires du pays. Il a une capacité de 10 000 places.